# 미트볼 (영화)
《미트볼》(영어: Meatballs)은 캐나다와 미국에서 제작된 아이번 라이트먼 감독의 1979년 코미디 영화이다. 빌 머리 등이 출연하였고, 대니얼 골드버그 등이 제작에 참여하였다.

## 출연진
- 빌 머리
- 하비 앳킨
- 크리스틴 더벨
- 키스 나이트
- 맷 크레이븐
- 크리스 메이크피스